# 6552 Higginson
A 6552 Higginson (1989 GH) a Naprendszer kisbolygóövében található aszteroida. Eleanor F. Helin fedezte fel 1989. április 5-én.